# Machimus aridalis
Machimus aridalis är en tvåvingeart som först beskrevs av Adisoemarto 1967.  Machimus aridalis ingår i släktet Machimus och familjen rovflugor. Inga underarter finns listade i Catalogue of Life.